# Гонзалес (Луизиана)
Гонзалес (англ. Gonzales) — крупнейший город прихода Асеншен в штате Луизиана в Соединённых Штатах Америки. Город носит неофициальный титул «мировой столицы Джамбалайя».
Согласно проведённой в 2020 году переписи населения США, население города составляло 12 231 человек; это 27-й город штата по числу жителей.

## История
Известный как «мировая столица Джамбалайя», город Гонзалес славится своим ежегодным фестивалем Джамбалайя, который впервые состоялся в 1968 году. Стивен «Стив» Ф. Джуно придумал идею фестиваля Джамбалайя и был первым президентом Ассоциации фестивалей Джамбалайя.
В сентябре 2008 года ураган Густав принес в этот район ветер скоростью более 80 миль в час с порывами свыше 100 миль в час, чем нанёс городу существенный ущерб.

## География
По данным Бюро переписи населения США, город имеет общую площадь 8,5 квадратных миль (22,0 км2), из которых 8,4 квадратных миль (21,7 км2) — это суша и 0,12 квадратных миль (0,3 км2), или 1,27%, — водная поверхность.

## Климат
Гонсалес имеет субтропический климат с жарким летом и мягкой зимой. Район подвержен потенциально суровой погоде круглый год, снегопады для города редки. Ураганы также представляют угрозу для района из-за его близости к береговой линии юго-восточной Луизианы.